# Jan Kugler

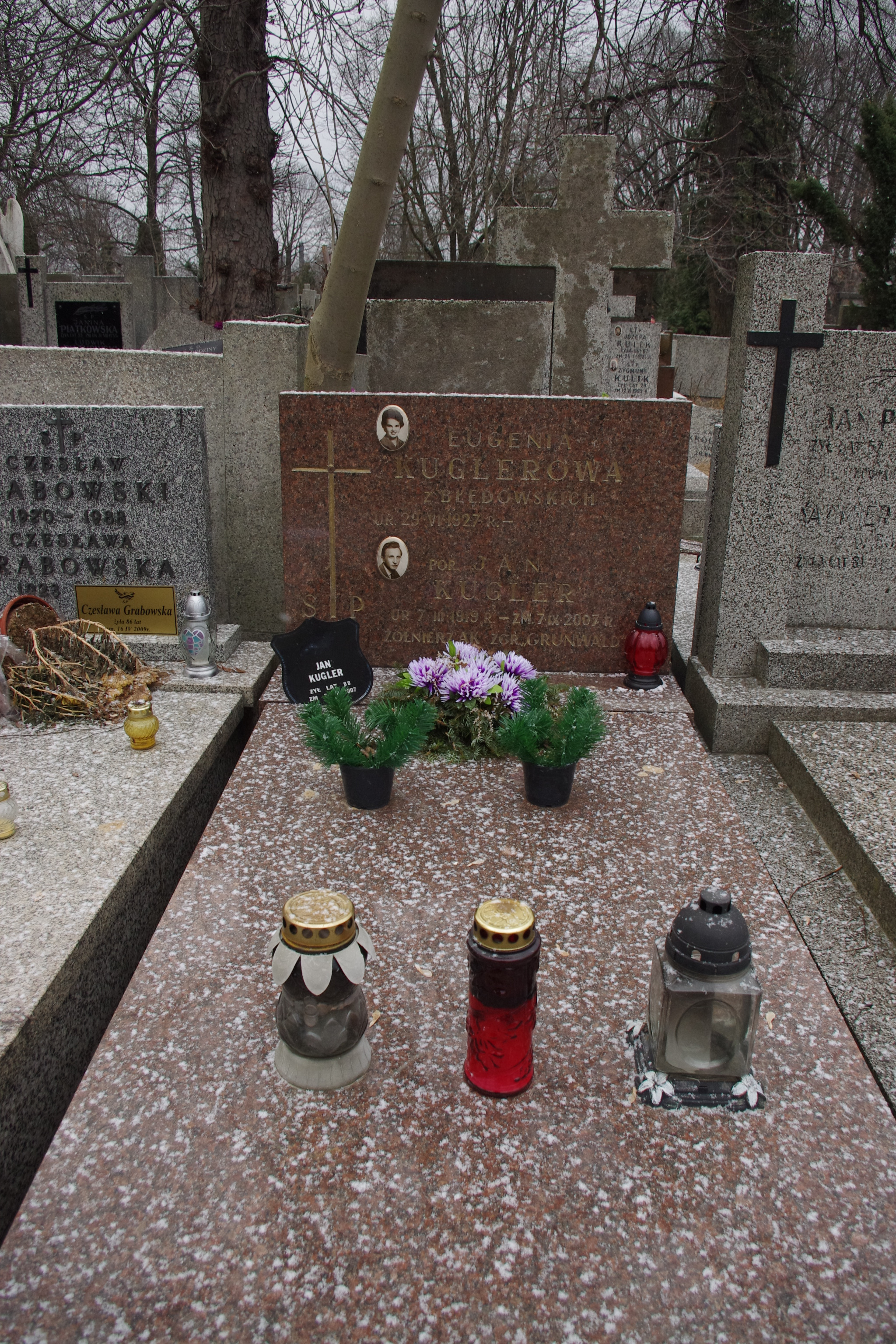
Grób Jana Kuglera na cmentarzu Wolskim w Warszawie

Jan Kugler ps. „Petroniusz” (ur. 1922 w Warszawie, zm. 7 września 2007 tamże) – polski zawodnik i trener tenisa stołowego.

## Życiorys
Karierę sportową zaczął jeszcze przed wybuchem II wojny światowej, podczas okupacji niemieckiej był żołnierzem AK. Pseudonim „Petroniusz”. Żołnierz konspiracji niepodległościowej Zgrupowania 1643 Obwodu VI Rejonu 5 Armii Krajowej. Uhonorowany m.in. Krzyżem Armii Krajowej, Warszawskim Krzyżem Powstańczym, Krzyżem Partyzanckim. W okresie powojennym związany był z sekcją tenisa stołowego klubu Polonia Warszawa grając u boku Wacława Jagodzińskiego, oraz cenionego deblisty Tadeusza Pęczkowskiego. Był uczestnikiem Mistrzostw Polski w Tenisie Stołowym Seniorów na których w 1951 r., zdobył srebrny medal w grze podwójnej z Wacławem Jagodzińskim. Członek kadry narodowej, następnie kapitan związkowy, wiceprezes Polskiego Związku Tenisa Stołowego, oraz trener i nieformalny menadżer drużyny Polonii Warszawa. Pochowany na cmentarzu Wolskim w Warszawie.

## Ordery i odznaczenia
- Krzyż Partyzancki[2]
- Warszawski Krzyż Powstańczy[2]
- Krzyż Armii Krajowej[2]